# 凤凰卫视节目列表
本列表列出凤凰卫视（包括中文台、资讯台、香港台、香港台北美版、欧洲台、美洲台、澳洲版，不包括电影台和凤凰视频原创节目）正在播出和已停播的节目，本列表不收录重大新闻事件转播。

## 每日节目时段[1]

### 平日（周一至周五）
- 鳳凰早班車（資訊台、中文台、香港台07:00-09:00）
- 鳳凰午間專列（資訊台、中文台、香港台12:00-13:00）
- 午間快綫（香港台13:00-14:00）
- 鳳凰正點播報（資訊台、歐洲台、美洲台、澳洲版）
- 鳳凰焦點新聞（資訊台）
- 華聞大直播（資訊台19:00-19:57）、全球新聞報道（香港台19:00-20:00首播）
- 鳳凰觀天下（中文台19:30-20:00首播，次日05:30-06:00、13:00-13:30重播、17:00-17:30重播）
- 時事直通車（資訊台、中文台、香港台、歐洲台、美洲台21:00-22:00）
- 晚間專綫（香港台22:00-22:30）
- 鳳凰衝擊播（中文台20:30-21:00首播，次日03:00-03:30、16:00-16:30重播）
- 鳳凰洲際快車（資訊台、中文台00:00-01:00）

### 周末（周六、日）
- 鳳凰早班車（資訊台、中文台、香港台07:00-09:00）
- 鳳凰午間專列（資訊台、中文台、香港台12:00-13:00）
- 午間快綫（香港台13:00-14:00）
- 鳳凰正點播報（資訊台、歐洲台、美洲台、澳洲版）
- 鳳凰焦點新聞（資訊台）
- 華聞大直播（資訊台19:00-19:15）、全球新聞報道（香港台19:00-20:00首播）
- 時事直通車（資訊台、中文台、香港台、歐洲台、美洲台21:00-22:00）
- 鳳凰洲際快車（資訊台、中文台00:00-00:30）

## 资讯类
| 节目名称                   | 简介 | 首播日期                 | 参考                                                      |
| -------------------------- | --- | ------------------------ | --------------------------------------------------------- |
| 凤凰早班车                 | 每天早间新闻节目，提供庞大信息量，尤其是欧美两地的资讯消息，每周二至六提供美股股评。                               | 1998年                   | （页面存档备份，存于）                                    |
| 鳳凰午間專列               | 每天午间新闻节目，提供全球最新消息或及午间股市行情。                                                               | 2001年1月1日             | （页面存档备份，存于）                                    |
| 时事直通车                 | 晚间黄金档新闻节目，设有头条新闻、直通车等多个环节。每逢重大事件还有评论员现场作时事点评。                         | 1997年4月                | （页面存档备份，存于）                                    |
| 凤凰洲际快车               | 每天深夜新闻节目，提供两岸三地，以及国际社会的大小新闻、最新动态和局势发展，前身为《凤凰子夜快车》。               | 2003年1月1日             | （页面存档备份，存于）                                    |
| 凤凰快报                   | 新闻简报，中文台除春節外每天播出五次                                                                               | 2003年1月1日             |                                                           |
| 凤凰正点播报／凤凰焦点新闻 | 正点新闻节目 | 2001年1月1日             |                                                           |
| 突发事件直播／焦点直播     | 直播重大新闻及突发事件节目                                                                                         | 2001年1月1日             |                                                           |
| 凤凰气象站                 | 以图表带出世界天气资讯，有时会邀请主持人播报最新天气信息。                                                         | 1996年3月30日            | （页面存档备份，存于）                                    |
| 新闻看板                   | 新闻以看板的形式呈现，周一至五播出七次（11:30、14:30、16:30、18:30、20:30、21:58、22:30），2022年前停播。          | 待查                     |                                                           |
| 海洋预报                   | 每日兩節（14:29、22:29），预报海洋情况，2022年前停播。                                                             | 2013年9月1日             |                                                           |
| 天下被网罗                 | 节目介绍目前最流行的网罗词汇和话题，2022年前停播。                                                                 | 2009年10月12日           | （页面存档备份，存于）                                    |
| 军情观察室                 | 军事新闻解析节目，紧贴每周的全球热点军事话题，同时请来军事专家对热点话题进行深度地分析与解读。                     | 2003年                   | （页面存档备份，存于）                                    |
| 资讯快递                   | 中文台平日下午新闻时段，与资讯台下午3点的《凤凰正点播报》（前30分钟）共用时段，2022年名義取消。                    | 2013年1月1日             | （页面存档备份，存于）                                    |
| 华闻大直播                 | 以紧盯社会热点话题，以及突发新闻，深度挖掘，横向比较，追踪报导的新闻节目                                           | 2005年                   | （页面存档备份，存于）                                    |
| 凤凰聚焦                   | 2022年由《凤凰焦点关注》和《记者再报告》合并而成。云信息直播节目，收集全球各大媒体的新闻，2022年起更名為凤凰聚焦。 | 2012年1月1日             | （页面存档备份，存于）                                    |
| 今日视点                   | 图片新闻节目，2022年停播。                                                                                         | 2013年9月                | （页面存档备份，存于）                                    |
| 全媒體大開講               | 全媒体节目，由《娛樂大風暴》、《時事開講》及《全媒體全時空》合併而成，2022年停播。                                 | 2015年1月                | （页面存档备份，存于）                                    |
| 龙行天下                   | 中文台節目，由资深评论员郑浩主持，探索中国与世界一个崭新的发展契机。2022年改版后停播                               | 2016年1月3日             | 待查                                                      |
| 香港晨報                   | 香港台早间新闻节目，前身為《鳳凰晨早新聞》，於2011年3月28日開播至2015年10月13日停播，2022年1月1日復播。            | 2022年1月1日（更名復播） | 2024年4月15日起停播                                       |
| 午間快線                   | 香港台午间新闻节目，前身為《鳳凰午間新聞》，於2011年3月28日開播。                                                  | 2022年1月1日（更名廣播） | 2024年4月15日至2024年6月23日暫停播映，2024年6月24日起復播 |
| 全球新聞報道               | 香港台黃金時段新闻节目，前身为《凤凰六点新闻》                                                                     | 2022年1月1日             |                                                           |
| 晚間專綫                   | 香港台晚间新闻节目，前身為《鳳凰晚間新聞》，於2011年3月28日開播至2015年10月13日停播，2025年7月1日復播。            | 2025年7月1日（更名復播） |                                                           |

## 评论类
| 节目名称     | 简介 | 播出日期     | 参考                   |
| ------------ | --- | ------------ | ---------------------- |
| 凤凰全球连线 | 平日新闻评论节目，通过连线的方式进行评论。 | 2005年       | （页面存档备份，存于） |
| 有报天天读   | 读报节目，提供世界各地的报章和新闻网站的消息，香港台于2024年6月24日起停播该节目。 | 2003年       | （页面存档备份，存于） |
| 总编辑时间   | 由凤凰资深的评论员或总编辑重点编选和剖析重点要闻。 | 2005年1月    | （页面存档备份，存于） |
| 时事亮亮点   | 由何亮亮主持，首先在节目中盘点上周重要而值得关注的新闻热点，展开深入分析，通过夹播夹议来点评。 | 2007年       | （页面存档备份，存于） |
| 新闻今日谈   | 由见解独到的凤凰评论员做评论。 | 2001年1月1日 | （页面存档备份，存于） |
| 今日看世界   | 集中报道国际事件的周播节目。 | 待查         | （页面存档备份，存于） |
| 一虎一席谈   | 选取每周在各方面发生的重大事件，焦点或热门话题，请来当事人或各界学者、专家、名人担任嘉宾，与现场观众参与讨论。                                                                                                 | 2005年       | （页面存档备份，存于） |
| 周末龙门阵   | 一档周播高端国际题材谈话类节目，2022年停播。 | 2013年       | （页面存档备份，存于） |
| 记者再报告   | 周播時事專題節目，每年春節期間會以《凤凰记者在行动》名義精編部分期數重播。 2011年7月17日至2015年7月25日期間曾更名為《時事特區》，2015年8月1日改回《記者再報告》。 2022年与《凤凰焦点关注》合并为《凤凰聚焦》。 | 待查         | （页面存档备份，存于） |
| 中國戰法     | 由前《時事開講》主講人杜平主持，2022年1月1日停播。 | 2015年1月2日 | （页面存档备份，存于） |
| 大新闻大历史 | 資訊台節目，由資深評論員李煒主持，穿越在历史和现实之间的一场思想实验 | 2016年1月3日 | 待查                   |
| 空間觀策     | 周播節目 | 2022年       |                        |

## 历史文化类
| 节目名称     | 简介 | 开播日期     | 参考                                                      |
| ------------ | --- | ------------ | --------------------------------------------------------- |
| 凤凰大视野   | 一档在晚间播出的反映人类社会的纪实类历史文化精品栏目，一般是一个星期关注一个主题，有时也会用两个星期去关注一个主题。 | 约2003年     | （页面存档备份，存于）                                    |
| 世纪大讲堂   | 一档具有一定文化品位和双向互动的节目，2022年停播。                                                                   | 2001年1月    | （页面存档备份，存于）                                    |
| 筑梦天下     | 周播建筑赏析节目 | 2008年9月    | （页面存档备份，存于）                                    |
| 皇牌大放送   | 周播专题节目，凤凰卫视的特备节目会在该时段播放。                                                                     | 待查         | （页面存档备份，存于）                                    |
| 文化大观园   | 周播文化专题节目 | 2006年       | （页面存档备份，存于）                                    |
| 名言启示录   | 平日短节目，总结各界领袖精英宝贵的人生经验，2022年前停播。                                                           | 待查         | （页面存档备份，存于）                                    |
| 丝路文明     | 主要介绍陆上丝绸之路、海上丝绸之路及其沿线城市的历史、古迹等，2022年前停播                                           | 2015年9月1日 | （页面存档备份，存于）                                    |
| 纪录·大时代  | 僅在中文台播出（以普通話為主，部分內容以粵語或英語播出）                                                             | 2016年1月1日 | 香港台因應免費電視85台啟播一周年而於2025年4月中停播該節目 |
| 設計家       | 平日短节目，由中華小姐田川／郭洋子主持，内容为设计师访谈。现时由居然之家冠名，2022年前停播                           | 2017年1月2日 | 待查                                                      |
| 中华养道     | 还原古人的养生方式，同时找出适合现代人的养生方式，2022年前停播                                                       | 待查         | 待查                                                      |
| 我的香港故事 | 周播節目 | 2022年       |                                                           |

## 访谈类
| 节目名称   | 简介 | 开播日期      | 参考                                          |
| ---------- | --- | ------------- | --------------------------------------------- |
| 鲁豫有约   | 谈话性节目，每期邀请明星或草根达人来做客，2022年停播。                                                                             | 1998年        | （页面存档备份，存于）                        |
| 名人面对面 | 访谈节目，由主持人许戈辉专访中外不同领域里成就卓越的名人。                                                                         | 待查          | （页面存档备份，存于）                        |
| 问答神州   | 节目由主持人吴小莉担纲，致力采访两岸四地关键人物。                                                                                 | 待查          | （页面存档备份，存于）                        |
| 风云对话   | 节目与世界高层进行会谈。 | 待查          | （页面存档备份，存于）                        |
| 时事大破解 | 香港台节目，以广东话清谈形式就当时的时事热点与嘉宾进行理性讨论。                                                                   | 2011年3月28日 | （页面存档备份，存于）                        |
| 香港新視點 | 香港台节目（但亦於資訊台、中文台重播），2015年6月及之前稱《香港新啟航》                                                            | 2015年4月25日 | （页面存档备份，存于） （页面存档备份，存于） |
| 香港热厨房 | 中文台、香港台同名周播節目，由程介南主持，以盛宴的模式論盡政治、社會及民生，前身為《時事大破解》的粵語、普通話兼精華版《解碼香港》 | 2022年        | 2025年1月至3月暫停播映，2025年4月復播。       |

## 社会专题类
| 节目名称       | 简介                                                                                    | 开播日期              | 参考                   |
| -------------- | --------------------------------------------------------------------------------------- | --------------------- | ---------------------- |
| 完全時尚手冊   | 凤凰卫视唯一的带状生活资讯节目。 （除鳳凰網繼續播出最新版本外，其餘頻道全部停播。）     | 待查                  | （页面存档备份，存于） |
| 冷暖人生       | 周播节目，以广邀社会各方人士，例如死囚、从农村到城市闯荡的年轻人等，向观众现身说法。    | 2003年                | （页面存档备份，存于） |
| 笑逐言开       | 为《倾倾百老汇》升级版，继续紧跟社会热点的时事脱口秀，同时邀请嘉宾进行会谈。            | 2014年1月4日          | （页面存档备份，存于） |
| 我们一起走过   | 周播栏目，每期围绕一个人物，报道该人物在中国历史发展转折中所做出的贡献，2022年停播。    | 2014年1月5日          | （页面存档备份，存于） |
| 鳳凰大健康     | 中文台周播節目                                                                          | 2018年12月30日        | 待查                   |
| 近觀中國       | 中文台周播節目                                                                          | 2022年                | 待查                   |
| 旦哥與13醫     | 香港台周播的健康養生節目，由鄭丹瑞主持，集數為13集，2024年不定期重播                    | 2023年                | 待查                   |
| 香港自然故事   | 中文台周播紀錄片， 圍繞岩石、山林、海洋、水岸、田野、濕地進行描述，香港台以粵語旁白播出 | 2023年至2024年        | 待查                   |
| 園繫香江百載情 | 香港台周播節目，由陳復生主持，探討宗教及文化                                            | 2024年12月至2025年1月 | 待查                   |
| X+             | 中文台周播節目，探討人工智能                                                            | 2025年1月至3月        | 待查                   |

## 财经类
| 节目名称     | 简介 | 开播日期 | 参考                   |
| ------------ | --- | -------- | ---------------------- |
| 金石财经     | 以掌握当天政经大事的节目，香港台于2024年6月24日起停播该节目。                                                                                      | 待查     | （页面存档备份，存于） |
| 石评大财经   | 一档定位为深度政经评论性的周播专题节目，2023年5月4日正式更名为《石评天下》。                                                                       | 2009年   | （页面存档备份，存于） |
| 财经正前方   | 一档周播财经深度报导专题节目，2022年停播。 | 待查     | （页面存档备份，存于） |
| 凤凰财经日报 | 交易日播出的节目，精选当天最瞩目的时事议题，内容涵盖财经以及不同界别的重要新闻。原名《股市风向标》，后改为现名，曾更名为《股今中外》。             | 2007年   | （页面存档备份，存于） |
| 鳳凰群英會   | 周播节目，选取在时代前沿，探寻不怠，以责任、正义和全球视野，把握世界脉动的人物，结合最新信息进行访谈。 2010-2020年間名為《财智菁英汇》，2022年停播 | 2010年   | （页面存档备份，存于） |
| 中国深度财经 | 节目就中国宏观经济走向、股市梳理、基金理财、房产走势等热点话题展开讨论。                                                                           | 待查     | （页面存档备份，存于） |
| 亞洲財經透視 | 平日節目，取代了原来的《全媒体大开讲》，香港台于2024年6月24日起停播该节目。                                                                        | 2022年   |                        |

## 特备节目
- 中华小姐环球大赛（2003年至2020年）
- 影响全球华人盛典（2007年至今）
- 泊客中国颁奖典礼（待查）
- 《汉风秋月2018中秋晚会》（2018年中秋晚会节目，與北京卫视、东方卫视、陕西卫视联手制作）

## 外购节目
- 《資訊全面睇》及港台节目（香港台播出）
- 《百变真人SHOW》（香港台播出）
- 《娱乐大舞台》（香港台播出）
- 《如果國寶會說話》（香港台播出）
- 《恩雨之聲》（香港台播出）
- 《防騙刑警系列》（香港台播出，由香港警務處製作）
- 凤凰剧场（除中文台外（2012年停播），其余频道照常播出；中文台主要播出台剧、欧美剧及日韩剧；欧洲台、美洲台、澳洲版、香港台（2022年起）主要播出中国国产剧）
- 洲际剧场（欧洲台、美洲台及澳洲版播出，主要播出中国国产剧）
- 精点剧场（欧洲台、美洲台及澳洲版播出，重播电视剧时段）
- 动画天地（中文台主要播出日韩欧美动画；欧洲台、美洲台、澳洲版主要播出中国动画，偶尔播放日本动画）
- 金曲点播（中文台、欧洲台、美洲台及澳洲版主要播出国语歌曲MV，香港台主要播出粤语曲MV）

## 欧洲台、美洲台、香港台（北美版）自制节目

### 欧洲台
- 欧华新干线（原《今日欧洲》）
- 财经广角

### 美洲台、香港台（北美版）
- 凤凰美洲新闻
- 天天话题（美洲台）
- 今日話你知（香港台（北美版））
- 非常美洲
- 美夢成家（香港台（北美版）为粤语配音版本）
- 求學夢（香港台（北美版）为粤语配音版本）
- 健康美（香港台（北美版）为粤语配音版本）
- 養兒育女（香港台（北美版）为粤语配音版本）
- 美釀醇品（美洲台）
- 鳳點微博（美洲台）
- 今日咪走宝（香港台（北美版），每月最后一个星期四播出）
- 观宝录（美洲台，每月最后一个星期日播出）
- 足迹（美洲台，每星期四播出）

## 已停播/已播毕节目
- 财经报道（1991年起于卫视中文台播出，1996年3月31日迁至凤凰卫视中文台，1998年并入《时事直通车》作为节目的分支节目，现已更名为《财经消息》）
- 相聚凤凰台
- 小莉看时事
- 小莉看世界
- 凤凰环球播报
- 全球大搜索
- 凤凰国际新闻
- 文涛拍案
- 走读大中华
- 口述历史
- 科技无限
- 智慧东方
- 中国记忆
- 大地寻梦
- 大家书斋
- 中国名片
- 骇客赵少康
- 8方大市场
- 解码陈文茜
- 印象岭南
- 凤眼睇中华
- 股市直通
- 财经点对点
- 美女私房菜
- 健康全时空
- 兩極之旅
- 娱乐串串SHOW
- 李敖有话说
- 秋雨时分
- 香港e道
- 体育特特区
- 我猜我猜我猜猜猜
- 我要当歌手
- 王子的约会
- 倾倾百老汇
- 大外交新思维
- 心相随
- 文明启示录
- 世界看中国
- 马道成功
- 健康好滋味
- 全媒体周刊
- 斗味
- 千谎百计
- 寻味
- 说给2014之说给孩子
- 凤凰典藏剧场（中文台播出，主要播出欧美剧，2013年停播）
- 子夜精点剧场（中文台播出，重播《凤凰典藏剧场》时期的欧美剧，2014年停播）
- 粤港越有
- 凤凰资讯榜
- 环球直播室
- 香港话你知
- 开卷八分钟
- 娱乐大风暴
- 全媒体全时空
- 时事开讲
- 名士风流
- 说给2014之我的父亲母亲
- 时事快报
- 一周财经新趋势
- 星光大剧院
- 媒體大攝匯／兩岸大特搜
- 文化倾程
- 娱乐新闻报道
- 时事特区
- 凤凰晨早新闻
- 凤凰晚间新闻
- 金股齐明
- 娱乐快报
- 社会能见度
- 健康新概念
- 环球人物周刊
- 点滴凤凰人
- 公益中国
- 我的中国心
- 谁不说咱家乡好
- 与梦想同行
- 寰宇大戰略
- 地球宣言
- 承諾2020
- 港人自讲
- 医Apps最强
- 騰飛中國
- 我的戰爭-朝鮮
- 壹周立波秀
- 挑战死亡路
- 凡人歌
- 时事辩论会
- 震海听风录
- 锵锵三人行
- 社会正能量
- 生命密码
- 投资收藏
- 樂天知命李居明
- 暗戰
- 問道南海
- 僑外出國 生活在別處-中國新移民
- 新聞朋友圈
- 大政商道
- 领航者
- 香港晨报
- 香港自然故事
- 全媒体大开讲
- 财经正前方
- 记者再报告
- 台湾一周重点
- 寶島聚焦
- X+